# فیلیپ دو لا هیر
فیلیپ دو لا هیر (انگلیسی: Philippe de La Hire؛‏ ۱۸ مارس ۱۶۴۰ – ۲۱ آوریل ۱۷۱۸) دانشمند در زمینه ریاضیات، اخترشناسی، و معمار و نقاش اهل فرانسه بود. به گفتهٔ برنار لو بوویه دو فونته‌نل، «دو لا هیر برای خودش یک دانشگاه بود.» او در پاریس به دنیا آمد و در ۱۶۶۰ برای مطالعهٔ نقاشی برای چهار سال به ونیز رفت. در بازگشت به پاریس شاگر ژرار دوسارگ شد و از او ژرفانمایی آموخت. در ۴ اوت ۱۶۷۰ به عنوان استاد نقاش اجازهٔ کار یافت.
سپس رو به علم آورد و استعدادی از خود در زمینهٔ ریاضیات نشان داد. در ۱۶۷۸ به عضویت فرهنگستان علوم فرانسه درآمد.
لا هیر، در اثری که به خزانه‌دار فرانسه ژان-باتیست کولبر تقدیم شده‌است، اصول هندسی را به زبان ساده و آسان توضیح می‌دهد. هر مقطع مخروطی در فصل مخصوص خود بررسی شده‌است. بیضی به عنوان مکان هندسی نقاطی با مجموع ثابت فواصل از دو نقطه تعریف می‌شود و ویژگی‌های خط مماس، قطرهای مزدوج، و معادلهٔ آن بیان شده‌است و پس از آن بحثی در مورد مختصات دکارتی مقاطع مخروطی آمده‌است.
رنه دکارت خود مقاطع مخروطی آپولونیوس، به‌ویژه بیضی و سهمی، را در آثارش در باب هندسه تحلیلی بررسی کرده بود.
بااین‌حال مهم‌ترین اثر لا هیر «مقاطع مخروطی» نام دارد و از نُه کتاب تشکیل شده‌است. لا هیر در کتاب ۲ مخروط را به شیوهٔ آپولونیوس بیان می‌دارد و تعریف‌های جدیدی (از جمله directrix یا «خط هادی»، به عنوان خطی که با تبدیل بیضی به دایره به سمت بینهایت میل می‌کند) را نیز ارائه می‌کند. در کتاب ۳ معادلهٔ مقاطع مخروطی حاصل می‌شود و بقیهٔ اثر هم کم‌وبیش به شرح آرای آپولونیوس می‌پردازد.
در دو قرن پس از لا هیر، عمدهٔ پیشرفت‌های مرتبط با مقاطع مخروطی در زمینهٔ هندسه تصویری صورت گرفت.
کوه لا هیر در ماه به افتخار او نام گذاری شده‌است.